# Poço Fundo
Poço Fundo é um município brasileiro do estado de Minas Gerais. Sua população recenseada em 2022 era de 16 390 habitantes.
O município é cortado pela rodovia MG-179.

## Turismo

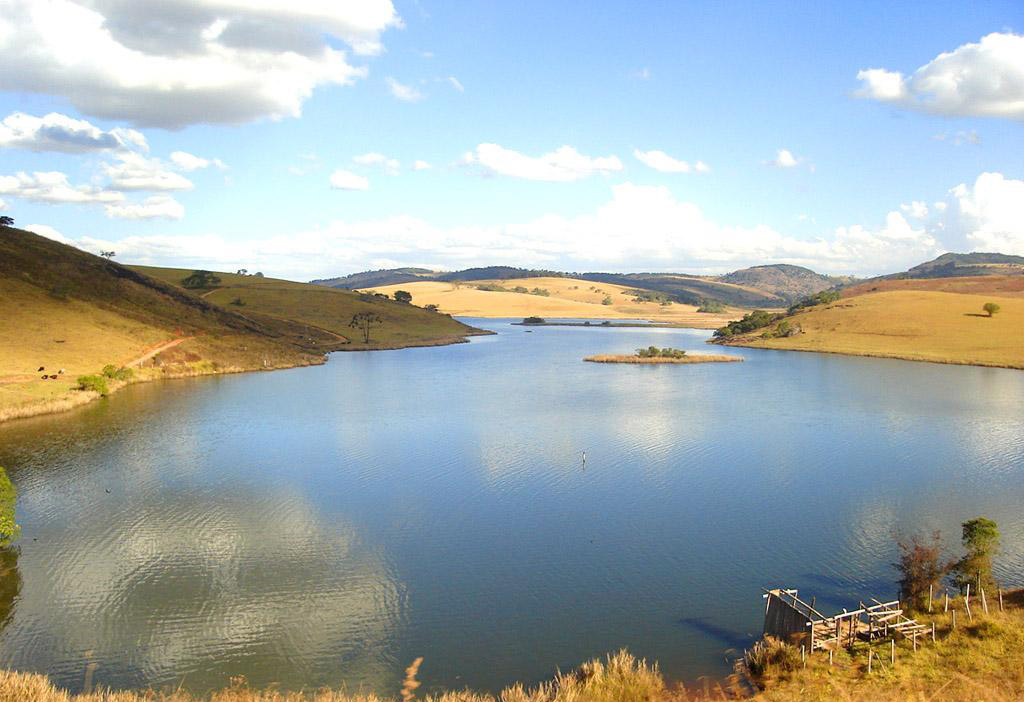
Represa da Usina de Poço Fundo no Rio Machado

O município faz parte do circuito turístico Caminhos Gerais e é servido pela rodovia MG-179. O acesso ao distrito de Paiolinho é feito pela rodovia AMG-1555.

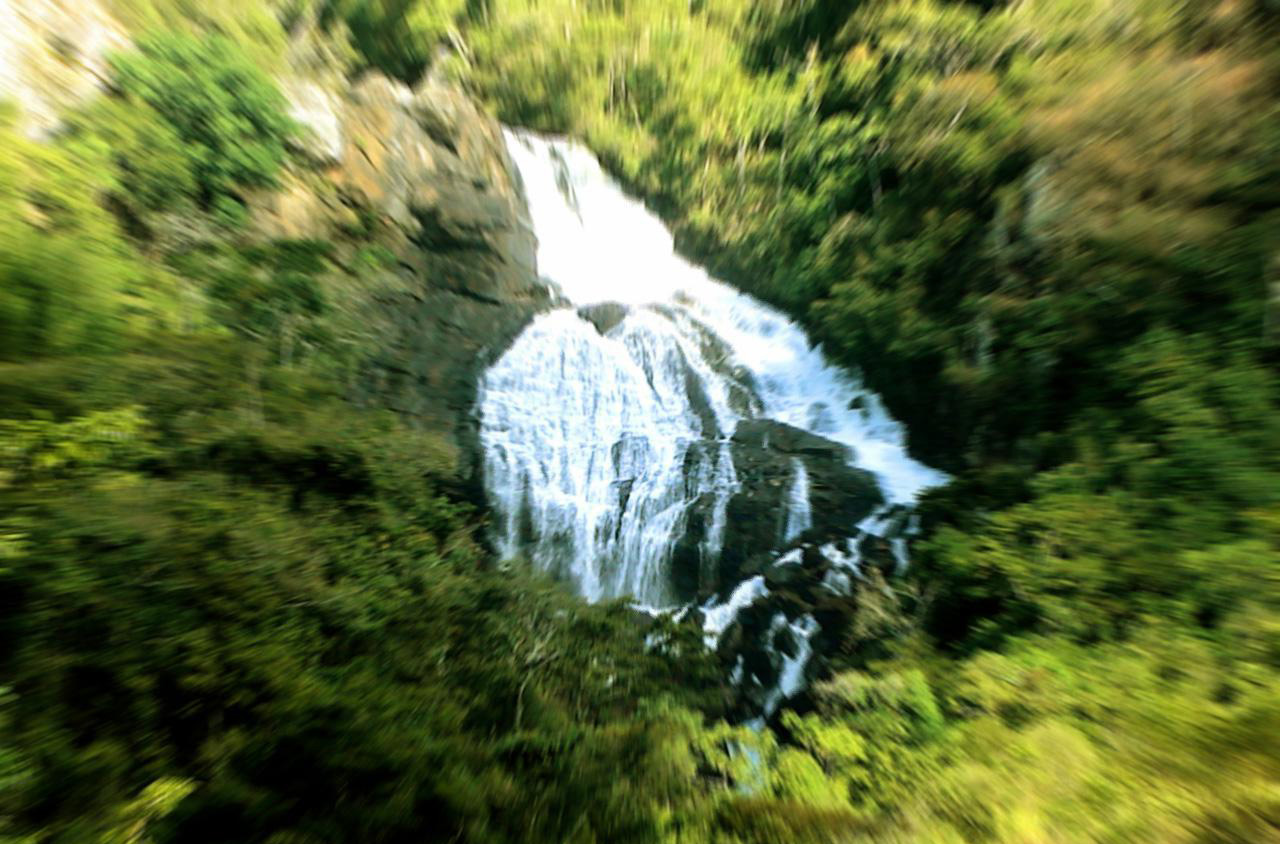
Cachoeira Grande